# Sony Xperia T2 Ultra
Sony Xperia T2 Ultra là điện thoại thông minh sử dụng hệ điều hành Android được phát triển bởi Sony Mobile Communications. Nó được công bố vào tháng 1 năm 2014 và được phát hành vào tháng 3 năm 2014.

## Thông số kỹ thuật

### Phần cứng
Sony Xperia T2 Ultra có màn hình IPS LCD 6.0 inch, lõi tứ 1.4  cùng với bộ vi xử lý Qualcomm Snapdragon 400 GHz Cortex-A7, RAM 1 GB và bộ nhớ trong 8 GB có thể mở rộng bằng thẻ nhớ microSD lên đến 32 GB. Điện thoại có pin Li-Ion 3000 mAh, camera sau 13 MP với đèn flash LED và camera trước 1.1 MP. Hiện tại có sẵn các màu Đen, Trắng, Tím.

### Phần mềm
Sony Xperia T2 Ultra được cài sẵn hệ điều hành Android 4.3 Jelly Bean và có thể nâng cấp lên tới phiên bản Android 5.1 Lollipop.